# الجامعة الكندية دبي
الجامعة الكندية دبي، هي جامعة خاصة في دبي، الإمارات العربية المتحدة، تأسست عام 2006. تقدم الجامعة الكندية دبي التعليم على أساس المنهج الكندي. افتتحت الجامعة مؤخراً حرماً جامعياً جديداً يقع في قلب مدينة دبي في سيتي ووك.
كانت الجامعة تُعرف في الأصل باسم جامعة سينتينيال في دبي. تم تغيير هذا المسمى إلى الجامعة الكندية دبي بمجرد أن أصبحت مؤسسة كندية مستقلة. تحافظ الجامعة على علاقاتها مع كلية سينتينيال [الإنجليزية] الأصلية ومقرها أونتاريو، حيث تقدم برامج نقل للطلاب بعد عامهم الثاني.

## الكليات
تتكون الجامعة الكندية دبي من أربع كليات. في حين يتم تقديم برامج الدراسات العليا بشكل منفصل، فإن الكليات وجميع البرامج المقدمة حاصلة على الاعتماد الكندي والإماراتي:
- الهندسة المعمارية والتصميم الداخلي
- فنون وعلوم الاتصال
- الهندسة والعلوم التطبيقية والتكنولوجيا
- الإدارة

## شركاء
- جامعة جبل سانت فنسنت
- جامعة نيو برونزويك
- جامعة بروك
- جامعة ليكهيد
- جامعة معهد أونتاريو للتكنولوجيا
- كلية سينتينيال
- كلية نياجرا
- جامعة أثاباسكا
- جامعة ليثبريدج
- جامعة لورانس التكنولوجية (الولايات المتحدة)
- كلية دوغلاس
- جامعة جزيرة فانكوفر
- جامعة دالهوزي
- جامعة كولومبيا البريطانية
- جامعة ماكجيل
- جامعة مانيتوبا
- جامعة يورك
- جامعة تورنتو
- جامعة غرب أونتاريو
- جامعة كونكورديا
- جامعة ديكين (أستراليا)
- جامعة تكساس ايه اند ام (الولايات المتحدة)
- جامعة جورجتاون (الولايات المتحدة الأمريكية)
- جامعة افانس (هولندا)
- جامعة جيرن الأمريكية (شمال قبرص)
- جامعة الوسائط المتعددة (كوالا لمبور، ماليزيا)
- جامعة وادي فريزر (أبوتسفورد، كولومبيا البريطانية، كندا)
- الطرق الملكية (فيكتوريا، كولومبيا البريطانية، كندا)
- كلية جريفيث (دبلن، أيرلندا)
- جامعة الرئيس (اندونيسيا)
- إيميليون (ليون، فرنسا)
- جامعة ديكين (بيرث أستراليا)
- جامعة كيرتن (بيرث أستراليا)
- جامعة ابن طفيل (المغرب)

## وصلات خارجية
الموقع الرسمي